# White Sulphur Springs (Virgínia de l'Oest)
White Sulphur Springs és una població dels Estats Units a l'estat de Virgínia de l'Oest. Segons el cens del 2000 tenia 2.513 habitants.

## Demografia
Segons el cens del 2000, White Sulphur Springs tenia 2.315 habitants, 1.127 habitatges, i 648 famílies. La densitat de població era de 456 habitants per km².
Dels 1.127 habitatges en un 21,6% hi vivien nens de menys de 18 anys, en un 42,7% hi vivien parelles casades, en un 12,1% dones solteres, i en un 42,5% no eren unitats familiars. En el 38,6% dels habitatges hi vivien persones soles el 17,7% de les quals corresponia a persones de 65 anys o més que vivien soles. El nombre mitjà de persones vivint en cada habitatge era de 2,05 i el nombre mitjà de persones que vivien en cada família era de 2,72.
Per edats la població es repartia de la següent manera: un 19% tenia menys de 18 anys, un 7% entre 18 i 24, un 25,8% entre 25 i 44, un 27,4% de 45 a 60 i un 20,8% 65 anys o més.
L'edat mediana era de 44 anys. Per cada 100 dones de 18 o més anys hi havia 81,4 homes.
La renda mediana per habitatge era de 26.694 $ i la renda mediana per família de 35.450 $. Els homes tenien una renda mediana de 28.566 $ mentre que les dones 19.868 $. La renda per capita de la població era de 14.822 $. Entorn del 15,7% de les famílies i el 17,6% de la població estaven per davall del llindar de pobresa.

## Poblacions més properes
El següent diagrama mostra les poblacions més properes.